# Punta Toro
Punta Toro es un cabo localizado al sur de la comuna de Santo Domingo, Región de Valparaíso, Chile (33°46′19″S 71°47′13″O / -33.77194, -71.78694).  En Punta Toro comienza la Formación Navidad y en su entorno se encuentra la Reserva nacional El Yali. Al sur de Punta Toro se encuentra el poblado de Mostazal. El cabo se encuentra delimitado por las desembocaduras del estero El Yali por el norte y al desembocadura del río Rapel por el sur. En las inmediaciones se encuentra laguna El Rey. Existe un área de manejo de recursos bentónicos.